# Sinningia cooperi
Sinningia cooperi là một loài thực vật có hoa trong họ Tai voi. Loài này được (Paxton) Wiehler miêu tả khoa học đầu tiên năm 1975.